# Jean-François Larrieu
Pour les articles homonymes, voir Larrieu.

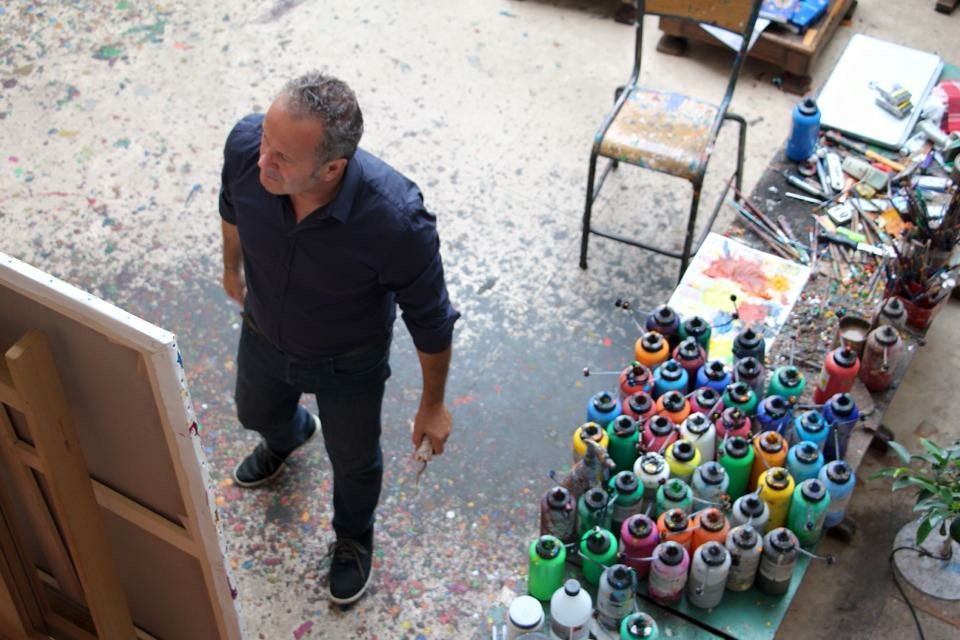
Jean-François Larrieu dans l'atelier

Jean-François Larrieu est un peintre français né le 28 février 1960 à Tarbes (Hautes-Pyrénées). Il vit et travaille à Paris et à Saint-Jean-de-Luz.

## Biographie
À l'âge de 11 ans, Jean-François Larrieu entre à l'académie de peinture François Villon. Une année plus tard, en 1972, il reçoit le prix de peinture François Villon.
En 1978, il reçoit le prix de peinture du musée Béarnais, de la ville de Pau où une première exposition muséale lui est consacré.
En 1982, il s'installe à Paris pour y mener sa carrière et s'engage, en parallèle, pour la cause artistique. En 1987, il devient le cofondateur du comité de défense des artistes du Grand Palais pour soutenir des associations d'artistes indépendants.
Ses œuvres sont sur les cimaises de plusieurs salons et expositions de groupes tels que le Salon « Figuration Critique », ou le Salon Comparaisons dans lequel il sera en 2006 le fondateur du groupe « Écritures Exubérantes ». Ce groupe réunit les peintres Robert Combas, Antonio Segui, Osvaldo Rodriguez, Didier Chamizo, Drago Dedic…
Il expose également au Salon d'automne dont il devient membre du conseil d'administration en 1990. Il en assurera la présidence de 1995 à 2004.
Il célébra en 2003 le centenaire du Salon d'automne en réunissant à cette occasion les descendants de grands peintres du Salon pour une photo historique : Bissière, Bonnard, Carrière, Cézanne, Derain, Kisling, Picabia, Picasso, Renoir, Vuillard,...
Cette même année, il fera représenter la France à la première biennale internationale d'Art Contemporain de Beijing par une sélection d'artistes du Salon d'Automne.
En 2005, Jean-François Larrieu est élu président de la Fédération des Salons Historiques du Grand Palais à Paris. Il cofonde en 2006 la manifestation « Art en Capital » pour la réouverture du Grand Palais. C'est le lieu d'origine des Salons Historiques (salon des artistes français, salon des indépendants, salon Comparaisons, salon de la Société nationale des beaux-arts, et salon du dessin et de la peinture à l'eau).
Il prend les fonctions de président, depuis le 26 mai 2010, de la Fondation Taylor (il en était le vice-président depuis 2005). C'est une association reconnue d'utilité publique qui a pour but de développer la connaissance des arts, grâce à l'entraide entre artistes. Chaque année, des prix et des bourses sont remis à des artistes choisis par les membres du comité.
Son œuvre a fait l'objet d'expositions dans les musées de France et à l'étranger. Comme aux musées d'Arts contemporains de Moscou et Saint-Pétersbourg en 1991. Puis au musée Sursock de Beyrouth en 1993, au musée national d'Art moderne de Tokyo et musée d'Art informel de Nakagawamura en 1994, au musée des Beaux-Arts de Bordeaux en 1998. Ensuite au musée national de Chine en 2001, au musée national de Taïwan, au musée des Beaux-Arts de Kaoshwing à Taïwan en 2004,.
Il participe en 2008, à l'exposition officielle des Jeux olympiques de Pékin avec les artistes Wan Guangyi, Feng Zhengjie, Robert Combas, Peter Klasen..., dans les musées d'Art Contemporain de Shanghai, Today art de Pékin, musée des Beaux-Arts Sichuan de Chengdu, musée d'Art moderne RCM de Nanjing, musée d'Art de Guangzhou Art Academy, musée de Luxun Art Academy de Shenyang.
Il réalise également un timbre en Chine dans le cadre de l'année de la France en Chine.
De multiples expositions personnelles lui sont consacrées par Opera Gallery notamment à
- New York : en 2001, 2003, 2005, 2007
- Hong Kong : en 2006, 2009, 2011
- Séoul : en 2008, 2012
- Dubaï : en 2010, 2013
- Paris : en 1999, 2002, 2007
- Singapour : en 1999, 2001, 2004, 2007
- Tokyo : en 2012

 Il apparaît dans le Bénézit, dans l'annuaire de l'Art International et dans le Who's Who.

## Expositions dans les musées
France
- Neuilly-sur-Seine, musée Arturo Lopez.
- Montbart, musée des Beaux-Arts.
- Bordeaux, musée des Beaux-Arts.
- Chaumont, Chapelle des Jésuites.
- Tarbes, Carmel.
- Paris, musée de la Poste.

Chine
- Pékin, musée Today Art.
- Pékin, musée National de Chine.
- Pékin, musée Zitan.
- Shanghaï, musée d'Art Liu Hai Su.
- Shanghaï, musée d'Art Contemporain.
- Chengdu, province de Sichuan, musée des Beaux-Arts.
- Nanjing, musée d'Art Moderne RCM.
- Guangzhou, musée d'Art de Guangzhou Art Academy.

Japon
- Tokyo, musée d'Art Moderne Ueno.
- Tokyo, Temple Josenji.
- Tokyo, musée Informel Nakagawamura.
- Tokyo, Bunkamura Gallery.
- Okinaya, musée Garden.
- Fukuoka, Terrjin Salaria Event Space.

Taïwan
- Taïwan, musée National des Beaux-Arts.
- Taïwan, musée des Beaux-Arts de Kaohswing.
- Taipei, musée d'Art Moderne.

Autres
- Liban, Beyrouth, musée Sursock.
- Espagne, Santander, fondation Santillana.

### Presse écrite
- Univers des arts,  no 179 lire en ligne